# برنامج فك التشفير

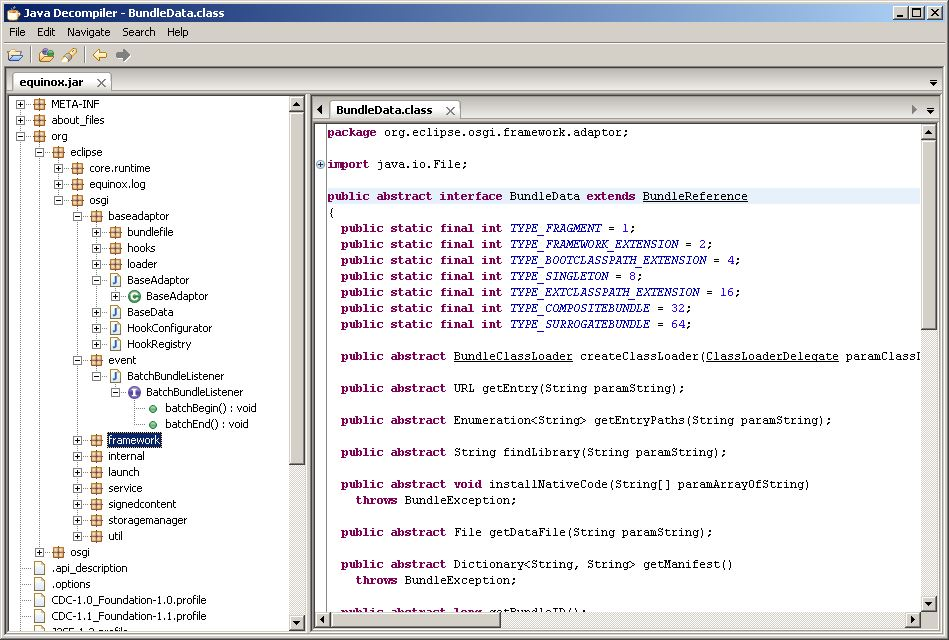
برنامج فك التشفي

برنامج فك التشفير هو برنامج حاسوبي يقوم بترجمة ملف قابل للتنفيذ إلى ملف بلغة برمجة عالية المستوى .
و برنامج فك التشفير امثلة على الهندسة العكسية .